# August Zillmer
August Zillmer (* 23. Januar 1831 in  Treptow an der Rega; † 22. Februar 1893 in Berlin) war ein deutscher Versicherungsmathematiker und Manager in der Versicherungswirtschaft. Nach ihm ist das Zillmer-Verfahren benannt, ein technisch gegenüber dem in Deutschland bis dahin üblichen Berechnungsverfahren verbessertes Verfahren für die Berechnung der Deckungsrückstellung bei Lebensversicherungen.

## Leben und Wirken
Zillmer war der Sohn eines Maurermeisters, er besuchte zunächst die Bürgerschule in seiner Heimatstadt und später das Gymnasium zum Grauen Kloster in Berlin, wo er 1851 das Abitur machte. Anschließend studierte er an der Friedrich-Wilhelms-Universität Berlin Mathematik und Naturwissenschaften. 1858 wurde er an der Universität Rostock zum Dr. phil. promoviert und erhielt eine Stelle als Aktuar bei der im Jahr zuvor gegründeten Lebensversicherungs-Actiengesellschaft „Germania“ in Stettin. 1867 zog er wieder nach Berlin, wo er Zweiter Direktor der neu gegründeten Nordstern Lebens-Versicherungs-AG wurde.
Noch im selben Jahr veröffentlichte er in Berlin das erste deutschsprachige systematische Lehrbuch der Versicherungsmathematik, Die mathematischen Rechnungen bei Lebens- und Rentenversicherungen. Bereits im Jahr 1863 hat er mit der Schrift Beiträge zur Theorie der Prämienreserve wesentlich zu einer Verbesserung der bilanziellen Abbildung von Lebensversicherungsverträgen beigetragen. Die Notwendigkeit, die – aus den USA kommenden – sich mehr und mehr ausbreitenden Einmalprovisionen beim Abschluss von Lebensversicherungsverträgen bilanziell zu decken, führte, insbesondere in Großbritannien, zu unangemessen niedrigen Deckungsrückstellungen, die den dauerhaften Bestand der Versicherer gefährdeten. Hiergegen wandte sich Zillmer und empfahl ein zwar schon bekanntes, aber noch nicht allgemein gebräuchliches Verfahren als Alternative, das später als Zillmer-Verfahren nach ihm benannt wurde. Er regte zudem die Gründung des Collegiums für Lebensversicherungswissenschaft zu Berlin an, dessen erste Sitzung 1868 stattfand.

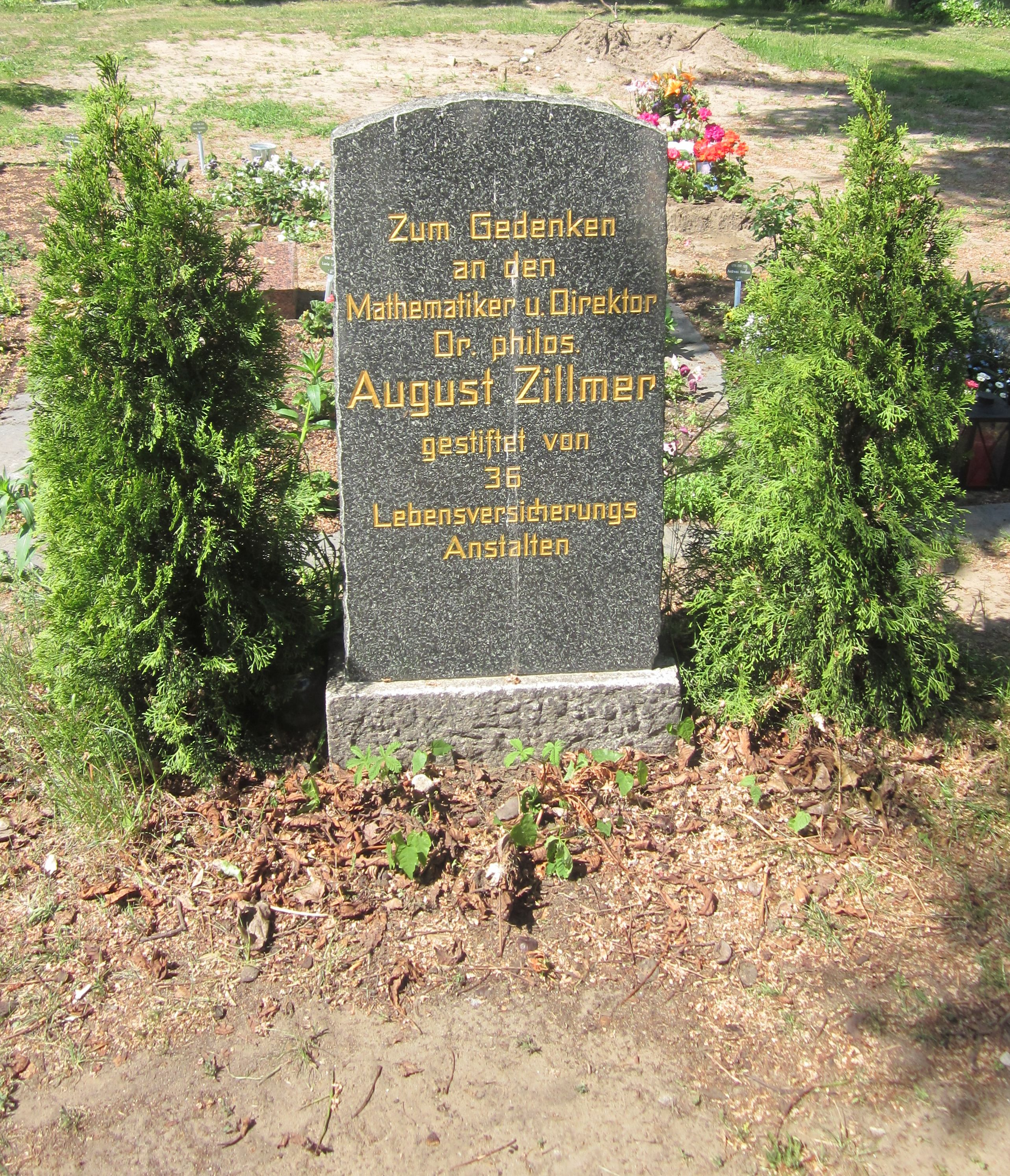
Grab von August Zillmer

Zillmer blieb bis 1876 in Berlin und wechselte dann als Direktor zur Vaterländischen Lebens-Versicherungs-Actien-Gesellschaft nach Elberfeld. Nach dem Tod auch des letzten seiner Kinder zog er 1882 wieder nach Berlin, wo er 1893 nach einem mehrmonatigen Asthmaleiden verstarb. Er wurde auf dem Friedhof I der Jerusalems- und Neuen Kirche in Berlin-Kreuzberg beigesetzt.

## Schriften
- Die mathematischen Rechnungen bei Lebens- und Renten-Versicherungen. Berlin 1861.
- Beitrage zur Theorie der Prämien-Reserve bei Lebens-Versicherungs-Anstalten. Stettin 1863. (Nachdruck in Blätter der DGVM, Band VIII, 1976, S. 278–311)
- Über die Geburtenziffer, die Sterbeziffer, das durchschnittliche Sterbealter und den Zusammenhang dieser Zahlen mit der mittleren Lebensdauer. In: Rundschau der Versicherungen von Masius. 13. Jahrgang 1863, S. 71–78 und S. 112–118.
- Betrachtungen über die einfache Zinsrechnung, mit besonderer Rücksicht auf den Oettingerschen Beweis. Stettin 1864.
- Deutsche Sterblichkeitstafeln aus den Erfahrungen von dreiundzwanzig Lebensversicherungsgesellschaften. Berlin 1883.